# 스핀 닥터스
스핀 닥터스(Spin Doctors)는 미국의 록 밴드이다.